# Josep Serratusell
Josep Serratusell Abella, né le 6 janvier 1924 à Granollers (province de Barcelone, Espagne) et mort le 5 décembre 1989 dans la même ville, est un footballeur espagnol des années 1940 qui jouait au poste d'attaquant.

## Biographie
Josep Serratusell commence à jouer avec l'EC Granollers jusqu'en décembre 1941, date à laquelle il rejoint le FC Barcelone. Lors de sa première saison au Barça, il joue trois matchs de championnat. Il reste au club jusqu'en 1943.
Il rejoint ensuite brièvement le CE Sabadell (D1), puis retourne à Granollers (1944-1946).
En 1946, il est recruté par le CF Badalona, où il joue en troisième division puis en deuxième division. Lors de la saison 1947-1948, il inscrit 31 buts en deuxième division.
Il retourne au FC Barcelone pour la saison 1948-1949. Il y joue deux matchs de championnat. Au cours de ses deux passages avec Barcelone, il joue un total de six matchs officiels, marque un but, et joue également 80 matchs non officiels.
De 1949 à 1951, il joue avec le CF Badalona. Avec Badalone, il joue un total de 49 matchs en deuxième division. Il inscrit 16 buts en championnat lors de la saison 1949-1950.
Il retourne ensuite à Granollers de 1951 à 1955, date à laquelle il met un terme à sa carrière.

## Palmarès
Avec le FC Barcelone :
- Champion d'Espagne en 1949
- Vainqueur de la Coupe d'Espagne en 1942
- Vainqueur de la Coupe Latine en 1949 (ne joue pas la finale)
- Vainqueur de la Coupe Eva Duarte en 1948